# Turkmenen (Vorderasien)
Turkmenen, veraltet auch Turkomanen, bezeichnet insbesondere im historischen Kontext als Ethnonym die auf Vorderasien (hier: Syrien, Irak, Jordanien, die Türkei und der Westhälfte Irans) verteilt lebenden Volksgruppen, die eine Turksprache sprechen oder sprachen. 
Aus den im Mittelalter als Turkmenen erwähnten Stämmen sind die heutigen Völker der Türken und Aserbaidschaner hervorgegangen. Der Name Turkmenen ist gebräuchlich geblieben für die Gruppen, die im Irak und in Syrien nicht an dieser Entwicklung beteiligt waren, sowie für Gruppen von Nomaden oder Nachkommen sesshaft gemachter Nomaden in der Türkei.

## Begriffsunterscheidung
Die Namen Turkmenen und Turkomanen sind seit dem Mittelalter eine Bezeichnung für unterschiedliche Gruppen, die südwesttürkische Dialekte sprechen oder sprachen und in Zentralasien und Vorderasien leben oder lebten. Konkret sind seit der Zeit des Mongolischen Reiches damit Oghusen gemeint, die den Islam angenommen hatten. Zu dieser Zeit wird der Name Oghusen ungebräuchlich und der Namen Turkmenen tritt an seine Stelle. Dieser Artikel beschäftigt sich nur mit den Turkmenen, die im Gefolge der Seldschuken oder auf der Flucht vor den Mongolen in die Länder Vorderasiens kamen, und ihren Nachkommen. 
Die in diesem Artikel beschriebenen Völker, die unter dem Namen „Turkmenen“ summiert werden, weichen von der Titularnation Turkmenistans ab, dessen Angehörige auch in den angrenzenden Ländern Usbekistan, Afghanistan und Iran als ethnische Minderheiten leben.
Eine gewisse Verwirrung ergibt sich zudem aus der Tatsache, dass die iranischen Herrscher bei ihren Vorstößen gegen die Osmanen auch ihnen lehnsabhängige turkmenische Stämme von ihrer Nordostgrenze nach Mesopotamien umsiedelten. Darüber hinaus  ist zu beachten, dass die Türkei zu Zeiten der Sowjetunion Emigranten aus Zentralasien, darunter auch zentralasiatische Turkmenen, aufnahm, weshalb dort mit der Bezeichnung „Turkmenen“ sowohl einheimische Turkmenen als auch diese namensverwandten Emigranten gemeint sein können.

## Sprache
Die Sprache der hier beschriebenen Turkmenen wird vielfach als südaserbaidschanischer Dialekt eingestuft, aber auch dem Türkei-Türkischen zugeordnet. Diese Indifferenz ist allgemein den großen Gemeinsamkeiten aller Turksprachen geschuldet, im Besonderen spielt es eine Rolle, dass sich das Aserbaidschanische erst mit Beginn der Neuzeit als eigene Schriftsprache entwickelte. Während sich Türkisch und Aserbaidschanisch als Schriftsprachen trotz ihrer Ähnlichkeit deutlich unterscheiden, ist die Situation auf Dialektebene oft verwirrend. Manche der Dialekte des Türkischen weisen zur Schriftsprache ähnlich gravierende oder gravierendere Unterschiede auf als die aserbaidschanische Schriftsprache. Als Schriftsprache verwenden die syrischen und irakischen Gemeinden heute das Türkei-Türkische.

## Anzahl und Siedlungsgebiet
Als Minderheiten sind die Turkmenen mit zwei Millionen im Irak vor allem in den Provinzen Ninive, Erbil, Kirkuk, Salah ad-Din und Diyala ansässig, wobei speziell Kirkuk als „turkmenische Stadt“ beansprucht wird. In Syrien wird ihre Anzahl auf etwa 500.000 geschätzt, wobei vor allem in der Gegend um Hama, Homs, Idlib und Aleppo turkmenische Dörfer liegen sowie in der „Bayir-Bucak“ genannten Gegend nordöstlich der Hafenstadt Latakia.
Eine kleine turkmenische Minderheit (6.100) ist auch in Jordanien beheimatet.

## Türkei
Bestimmte Volksgruppen in der Türkei bezeichnen sich selbst als „Turkmenen“ (türk.: Türkmenler), worunter tribal lebende Nomaden bzw. ihre sesshaften Nachkommen gemeint sind, die die Traditionen weiterführen. Zum Teil werden auch noch Stammesnamen aus vorislamischer Zeit, wie die der Çepni und Avşar geführt, die schon bei Mahmud al-Kāschgharī erwähnt sind. Eine Abgrenzung von bzw. eine Zugehörigkeit zu den in ähnlichen Lebensverhältnissen stehenden Yörük ist umstritten. Es wird vermutet, dass die Unterschiede in der Benennung auf eine unterschiedliche administrative Stellung der Turkmenen und der Yörük zur Zeit des osmanischen Reiches zurückgeht. Die Turkmenen der Türkei sprechen türkisch.
Rund 150.000 „anatolische Turkmenen“ leben in der Provinz Gaziantep in den Landkreisen Oğuzeli, Nizip und Karkamış sowie in der Provinz Şanlıurfa in den Landkreisen Birecik und Halfeti. Diese Gegend wird Barak Ovası (dt. Barak-Ebene) genannt, und die Turkmenen werden dort als Barak Türkmenleri bezeichnet. Des Weiteren gibt es eine große turkmenische Gemeinde in der Provinz Çorum in den Dörfern zwischen den Landkreisen Iskilip und Çorum. Im türkischen Sprachgebrauch wird die Gegend Dedesli Ovası (dt. Dedesli-Ebene) genannt.

## Religion
Turkmenen sind überwiegend sunnitische oder alevitische Muslime. In Syrien gibt es auch schiitische Gemeinden.
Im 15. Jahrhundert gründeten die turkmenischen Stammesverbände der Aq Qoyunlu ein sunnitisch und die der Qara Qoyunlu ein schiitisch geprägtes Reich, wenngleich die Anführer beider Fürstentümer Toleranz gegenüber nicht-muslimischen Bevölkerungsgruppen wahrten. Außerdem waren Herrscher der Aq Qoyunlu (Uzun Hasan) und Qara Qoyunlu (Dschahan Schah) mit Prinzessinnen der christlichen Dynastie der Komnenen im Kaiserreich Trapezunt verheiratet. Aus der Zerfallsmasse des Aq Qoyunlu-Reiches stiegen um die Wende zum 16. Jahrhundert die Sufi-Scheichs von Ardabil, die Safawiden, die Gefolgsleute der Qara Qoyunlu gewesen waren, zu Herrschern Irans auf. Auch diese stützten sich jedenfalls zu Anfang unter ihren ersten Herrschern auf die Turkmenenstämme. Aus ihren Anhängern im osmanischen Anatolien gingen die Aleviten in der Türkei hervor.